# Hjalmar Nehrman
Karl Hjalmar Abraham Nehrman, född den 28 januari 1859 i Ålem i Kalmar län, död den 22 oktober 1930, var en svensk ämbetsman.
Nehrman avlade hovrättsexamen i Lund 1881 och blev vice häradshövding 1886. Han gjorde karriär inom Kammarkollegium, där han 1891 blev advokatfiskal och 1896 kammarråd. Åren 1914–27 var Nehrman generaldirektör och chef för myndigheten. Han blev kommendör med stora korset av Nordstjärneorden 1924 och juris hedersdoktor vid Uppsala universitet 1927.
Han var bror till John och Axel Nehrman samt far till Britta Nehrman.